# レオナード・コケイン

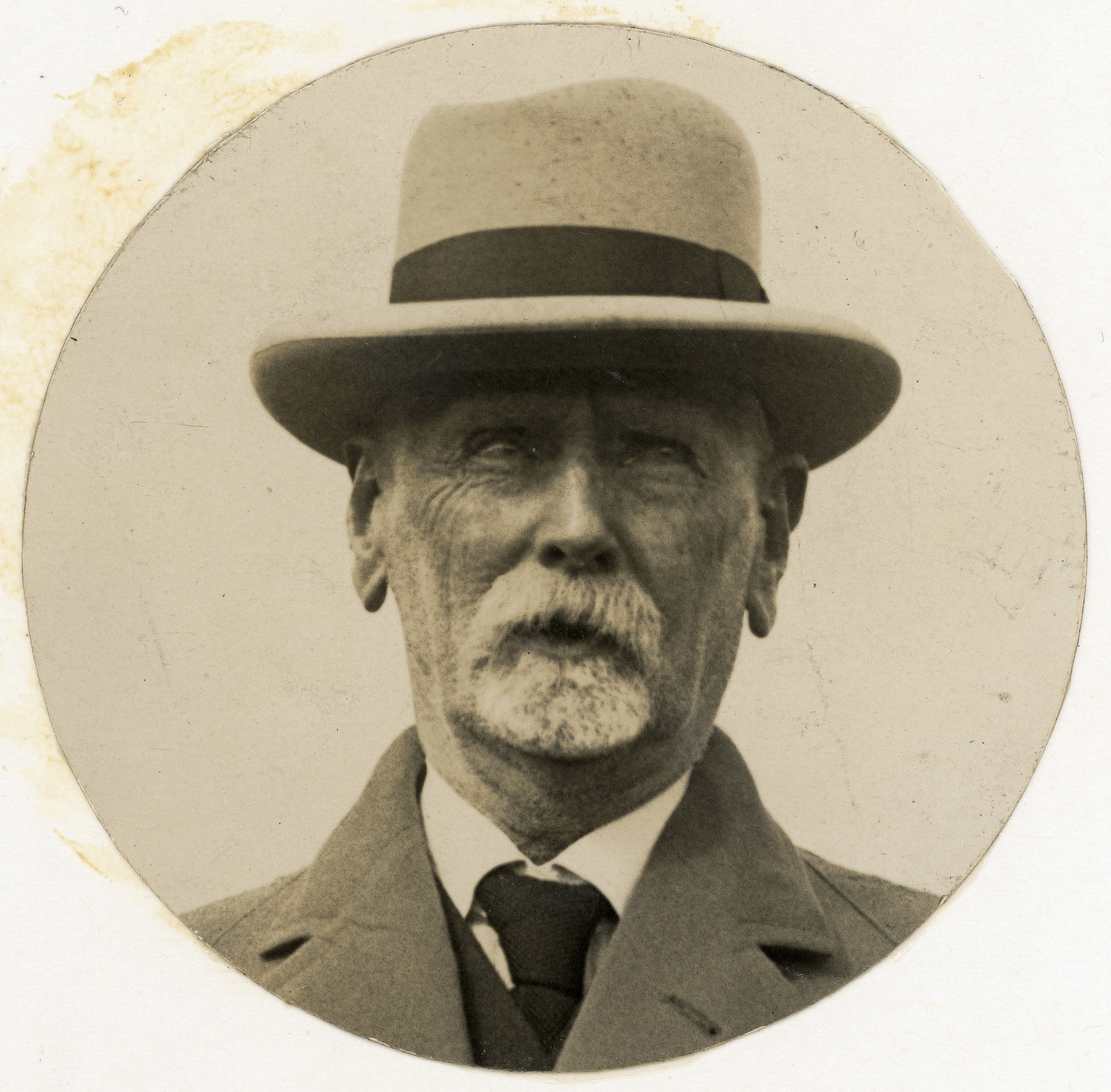
レオナード・コケイン

レオナード・コケイン（Leonard Cockayne FRS、1855年4月17日 – 1934年7月8日）は、ニュージーランドの植物学者である。

## 略歴
イギリスのシェフィールドに生まれた。シェフィールドのウェズリー・カレッジで学んだ。1877年にオーストラリアに渡り、ニュージーランドで植物学者になった。1901年にニュージーランドで最初に開かれた園芸学会でチャタム諸島の植物についての論文を発表し、ニュージーランドの植物試験場の設立を提唱した。
1907年のオークランド島、キャンベル島を地磁気の調査を目的とする南極付近の島々の科学調査に参加し、同時に行われた動植物の調査を行った。この航海は1907年にオークランド諸島付近で難破したダンドナルド号の生存者の救援も行った。
コケインの植物分野への貢献としては、植物生態学と植物の交配に関する理論で、植生の遷移に関する論文を1899年に発表し、1899年から1930年の間にニュージーランド王立協会紀要に49の論文を発表した。
各国の植物学者と交流し、このことがニュージーランドの学者の論文がヨーロッパなどの学術誌に掲載されるのを助けた。ニュージーランドに多くの植物学者を招き、その中にはオランダのJohannes Paulus Lotsyやスウェーデンのアイナル・デュリエー夫妻、キュー・ガーデンの園長、アーサー・ウィリアム・ヒルらがいる。
1912年にジョセフ・ダルトン・フッカーの推薦でイギリスの王立協会のフェローに選ばれ、同年ニュージーランド王立協会からヘクター記念メダルを受賞した。1914年にニュージーランド王立協会のハットン記念メダルを受賞した。1928年には、ダーウィン・メダル、1932年には王立園芸協会から、ヴィーチ記念メダルを受賞した。

## 著作
- New Zealand Plants and Their Story, 1910
- Observations Concerning Evolution, Derived from Ecological Studies in New Zealand
- Vegetation of New Zealand
- The Cultivation of New Zealand Plants 1923
- Trees of New Zealand (E. Phillips Turnerと共著)
- Report on the dune-areas of New Zealand: their geology, botany and reclamation.
- Report on a botanical survey of Stewart Island
- Cockayne, Leonard (1921) (ドイツ語). Die Vegetation der Erde. Sammlung pflanzengeographischer monographien. XIV: The Vegetation of New Zealand. Leipzig: W. Engelmann 2009年4月4日閲覧。